# Fernando Hierro
Fernando Ruiz Hierro (Vélez-Málaga, 23. ožujka 1968.) je bivši španjolski nogometaš. Ponajviše je poznat po svojim igrama za madridski Real i španjolsku reprezentaciju. Iako je bio defenzivan igrač bio je poznat po svojim pogodcima.

## Klupska karijera
Hierro se rodio u Vélez-Málazi u blizini grada Málage. Svoju karijeru započeo je u istiomenom lokalnom klubu, da bi kasnije prešao u Malagu. Ondje su odlučili da on nije dovoljno dobar i poslali ga nazad u njegov rodni grad. To je bila vodstvu Malage najveća greška. Nakon nekog vremena zaigrao je u Valladolidu i nakon dvije odlične sezone prelazi u madridskog diva, Reala.
Tada je Real vodio srbijanski trener Radomir Antić. Hierro je u prvoj sezoni postigao 7 pogodaka i to ga ja "zacementiralo" u prvoj jedanaestorki. Iako je bio zadnji vezni, koji su pretežito igrači orijentirani na obranu, u tri je sezone postigao zapanjujuća 44 gola. Nakon što je u mirovinu otišao proslavljeni igrač iz ere Quinta del Buitre, Manolo Sanchís, Hierro je preuzeo kapetansku vrpcu. Otišao je iz madridskog Reala, skupa s trenerom del Bosqueom. Njegov odlazak bio je bez neke prevelike pompe, što je začudilo nogometnu javnost jer je on u jednu ruku bio "legenda" madridske momčadi. Prelazi i katarski Al Rayyan. Ondje je bio samo jednu sezonu.
Na nagovor prijatelja Stevea McManamana dolazi u engleskog prvoligaša, Boltona. Ondje postaje miljenik publike, ali nakon samo jedne sezone odlučuje prekinuti karijeru.

## Reprezentativna karijera
Hierro je za izabranu vrstu Španjolske odigrao 89 puta i postigao 29 golova što ga je učinilo trećim strijelcem nacije. Ispred njega bili su samo David Villa i Raúl González. Za Španjolsku je debitirao 20. rujna 1989. godine u utakmici protiv Poljske. Utakmica je završila 1:0 u korist Španjolaca. Igrao je na četiri Svjetska nogometna prvenstva i na dva Europska.

## Počasti

### Real Madrid
- Liga prvaka (3): 1998., 2000., 2002.
- Europski Superkup (1): 2002.
- Interkontinentalni kup (2): 1998., 2002.
- Španjolska liga (5): 1990., 1995., 1997., 2001., 2003.
- Iberoamerički kup (1): 1994.
- Kup kralja (1): 1993.
- Španjolski Superkup (4): 1990., 1993., 1997., 2001.

### Al Rayyan
- Katarski kup (1): 2004.

### Pojedinačno
- Po izboru UEFE najbolji branič, 1998.
- SP 2002. J.Koreja i Japan, All Star ekipa

## Vanjske poveznice
- BDFutbol profile
- National team data